# 松柏湖水库
松柏湖水库是中国湖北省咸宁市赤壁市境内的一座水库，位于陆水支流上，建于1975年。水库正常库容为1168万立方米，集雨面积为7.9平方千米，海拔为28米。